# Football Alliance
Die Football Alliance war zwischen 1889 und 1892 eine zu der englischen Profiliga Football League in Rivalität stehende Fußballliga.
Als Reaktion auf die zu Beginn der Saison 1888/89 entstandene Football League entstand 1889 die Football Alliance mit – wie beim Konkurrenten – zwölf Mitgliedsvereinen. Dabei deckte die Alliance ein ähnliches Gebiet wie die Football League von den Midlands über den Nordwesten Englands ab. Zudem waren aber auch mit den Klubs aus Sheffield, Grimsby und Sunderland etwas östlicher liegende Vereine Teil dieser Liga. Mit The Wednesday war ein Vorläuferverein des heutigen Sheffield Wednesday erster Meister der Football Alliance.
Nach Ende der ersten Saison nahm die Alliance 1890 mit dem FC Stoke den Absteiger aus der Football League auf. Als die Football League zur Spielzeit 1891/92 ihre Kapazität von zwölf auf 14 Vereine erhöhte, waren es mit Stoke und dem FC Darwen zwei Klubs der Alliance, die von dieser Aufstockung profitierten. 
Im Jahre 1892 wurde formal die Verschmelzung der Football Alliance mit der Football League beschlossen, mit dem gleichzeitigen Ziel der Errichtung einer zweitklassigen Football League Second Division, deren Teilnehmer sich vornehmlich aus Klubs der vormaligen Football Alliance zusammensetzten. Die bisherigen Vereine aus der Football League bildeten zudem – mit Ausnahme des Absteigers FC Darwen, der in der neuen Second Division antreten musste – gemeinsam mit den drei besten Alliance-Klubs die nun aus 16 Mannschaften bestehende Football League First Division.

## Teilnehmer der Football Alliance
- AFC Ardwick (1891–1892[1])
- Birmingham St. George’s (1889–1892)
- FC Bootle (1889–1892[1])
- Burton Swifts (1891–1892[1])
- Crewe Alexandra (1889–1892[1])
- FC Darwen (1889–1891[1])
- Grimsby Town (1889–1892[1])
- Lincoln City (1891–1892[1])
- Long Eaton Rangers (1889–1890)
- Newton Heath (1889–1892[2])
- Nottingham Forest (1889–1892[2])
- The Wednesday (1889–1892[2])
- Small Heath (1889–1892[1])
- FC Stoke (1890–1891[2])
- Sunderland Albion (1889–1891)
- Walsall Town Swifts (1889–1892[1])

## Sieger der Football Alliance
| Jahr | Meister           |
| ---- | ----------------- |
| 1890 | The Wednesday     |
| 1891 | FC Stoke          |
| 1892 | Nottingham Forest |